# مخروط جنائزي

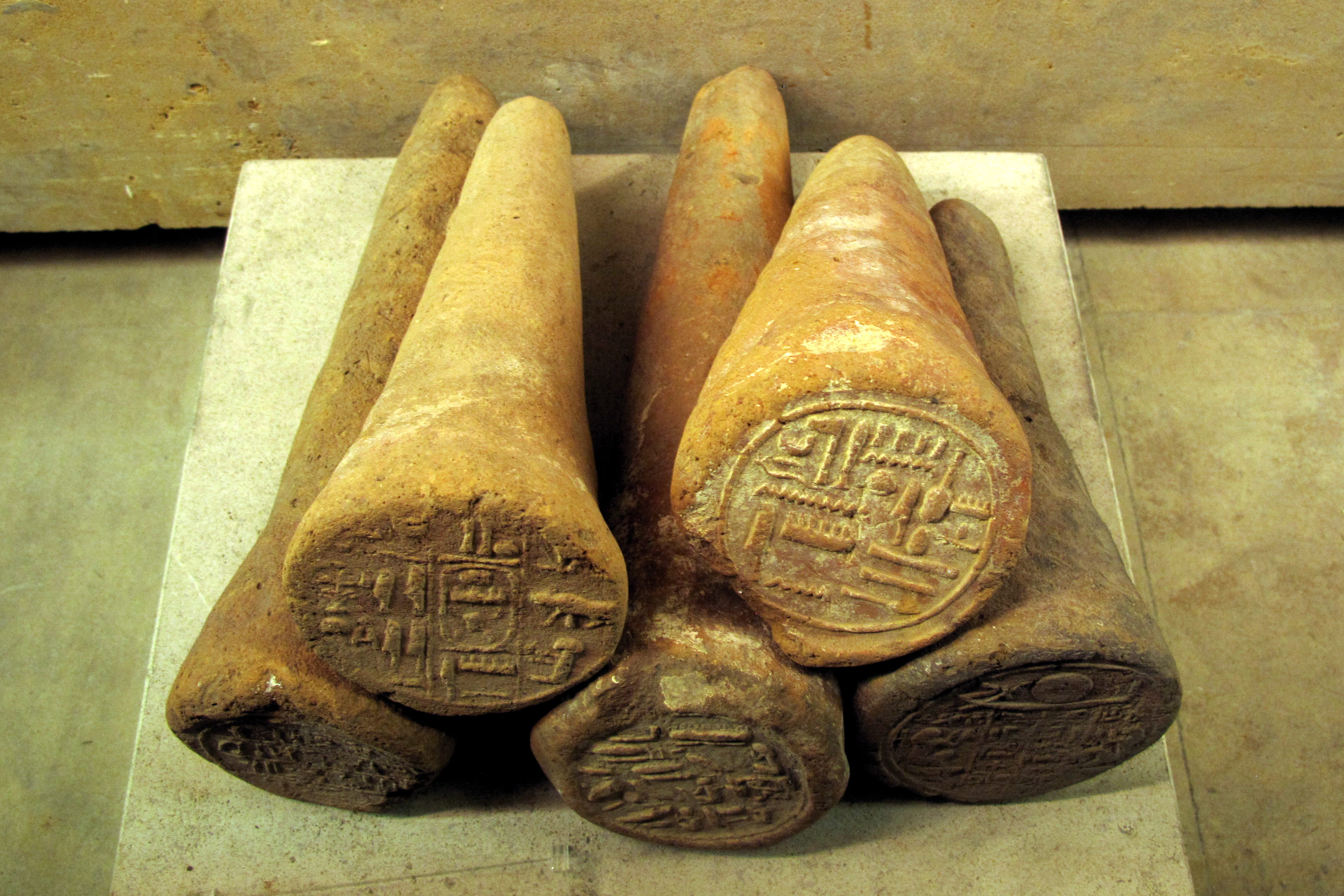
عدة أقماع ، المملكة الحديثة

كانت الأقماع الجنائزية عبارة عن مخاريط صغيرة مصنوعة من الطين كانت تستخدم في مصر القديمة ، بشكل حصري تقريبًا في مقبرة طيبة .  كانت توضع هذه الأشياء في مدخل مصلى المقبرة. ولقد تم العثور على نماذج مبكرة منذ الأسرة الحادية عشرة ولكنها كانت غير مزخرفة بشكل عام.
وفى خلال عصر المملكة الحديثة كانت المخاريط أصغر حجمًا ومكتوبة بالهيروغليفية مع لقب واسم صاحب المقبرة مع صلاة قصيرة في الأغلب. الغرض الدقيق للمخاريط غير معروف ولكن توجد فرضيات تفيد بأنها كانت بمثابة جوازات للسفر وطرز معمارية وعروض رمزية وأمور أخرى.  

## المزيد
- Zenihiro، Kento (2009). The Complete Funerary Cones. Self-published. ISBN:978-4-89630-246-2.